# 紀有常
紀 有常（き の ありつね）は、平安時代初期から前期にかけての貴族。刑部卿・紀名虎の子。官位は従四位下・周防権守。

## 経歴
左京の出身。少年の頃から仁明天皇に奉侍し、左兵衛大尉を務めた。
嘉祥3年（850年）文徳天皇が即位すると、蔵人兼左近衛将監に任ぜられ、引き続き天皇の身近に仕える。翌仁寿元年（851年）従五位下に昇叙し、左馬助に任ぜられる。のち文徳朝では、右兵衛佐・右近衛少将・左近衛少将と武官を歴任した。またこの間の斉衡2年（855年）に従五位上に昇叙されている。
しかし、文徳朝末の天安元年（857年）5月に左少将から伊勢権守へと地方官に転任、同年9月に少納言兼侍従と再度京官を兼務するが、翌天安2年（858年）2月には肥後権守と今度は遠国の地方官に転じた。
清和朝では、貞観7年（865年）刑部権大輔を経て、下野権守・信濃権守と東国の地方官を務めた。貞観15年（873年）正五位下と18年ぶりに昇叙され、貞観17年（875年）雅楽頭として京官に復す。貞観18年（876年）従四位下に昇叙され、翌貞観19年（877年）正月に周防権守と地方官に任ぜられるが、同月23日に卒去。享年63。最終官位は従四位下行周防権守。

## 人物
性格は清らかでつつましく、礼に明るいとの評判が高かったという。勅撰歌人として、『古今和歌集』『新古今和歌集』にそれぞれ1首ずつ採録されている。
『伊勢物語』16段では、長年連れ添った妻が尼となって去ってしまったことを悲しんだ有常が、親しい友人と和歌のやりとりをした話が語られている。

## 官歴
注記のないものは『六国史』による。
- 承和10年（843年） 正月：左兵衛大尉[3]
- 時期不詳：正六位上
- 嘉祥3年（850年） 日付不詳：蔵人[3]。4月2日：左近衛将監[3]。5月17日：兼近江権少掾[3]
- 仁寿元年（851年） 11月26日：従五位下。7月16日：左馬助[3]
- 仁寿2年（852年） 2月28日：但馬介
- 仁寿3年（853年） 正月16日：右兵衛佐
- 仁寿4年（854年） 正月16日：讃岐介。11月2日：右近衛少将、讃岐介如故
- 斉衡2年（855年） 正月7日：従五位上。正月15日：左近衛少将
- 天安元年（857年） 5月8日：伊勢権守。9月27日：少納言、伊勢権守如故。日付不詳：兼侍従
- 天安2年（858年） 2月5日：肥後権守
- 貞観5年（863年） 3月28日：次侍従
- 貞観7年（855年） 3月9日：刑部権大輔
- 貞観9年（867年） 2月11日：下野権守
- 貞観13年（871年） 3月2日：兼信濃権守[3]
- 貞観15年（873年） 正月7日：正五位下[3]
- 貞観17年（875年） 正月13日：雅楽頭[3]
- 貞観18年（876年） 正月7日：従四位下[3]
- 貞観19年（877年） 正月15日：周防権守。正月23日：卒去（従四位下行周防権守）

## 系譜
- 父：紀名虎
- 母：不詳
- 妻：藤原内麻呂の娘[4]
  - 女子：在原業平室
  - 女子：藤原敏行室

河内国水郡神社（後の錦織神社）の神主家である水郡氏は紀有常の後裔を称した。